# Christa Steiger

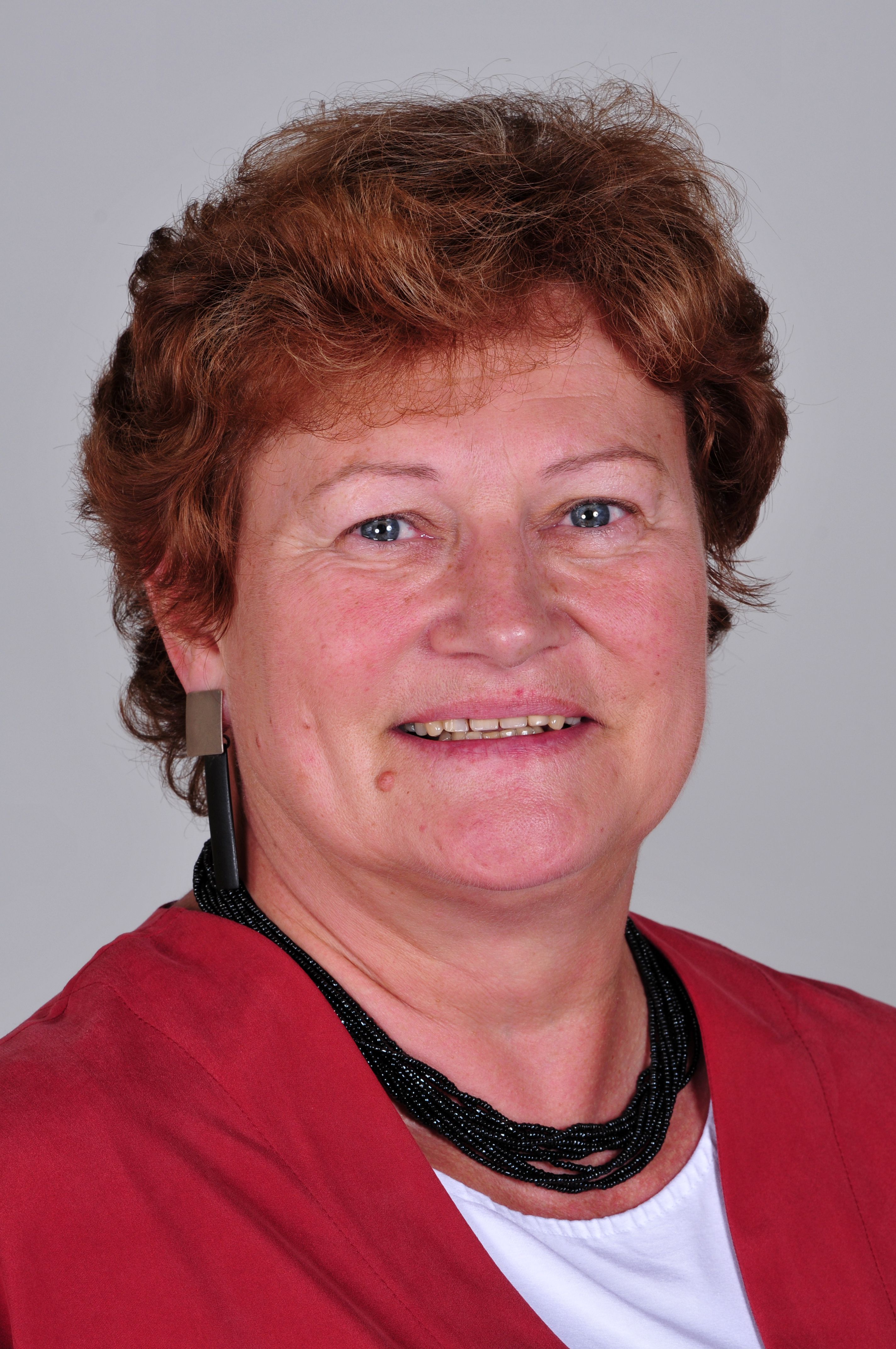
Christa Steiger (2012)

Christa Steiger (* 8. Dezember 1951 in Unterrodach) ist eine deutsche Politikerin (SPD). Sie war von 1992 bis 2013 Abgeordnete im Bayerischen Landtag.

## Leben
Christa Steiger machte nach der Mittleren Reife von 1968 bis 1970 eine Ausbildung zur Kaufmännisch-praktischen Arzthelferin. Sie arbeitete in diesem Beruf bis zu einer Familienpause im Jahre 1976.  Von 1985 bis 1992 arbeitete sie als Lehrkraft für Sport an der Berufsschule Kronach. Neben ihrer beruflichen und politischen Arbeit ist sie gesellschaftlich als Vorsitzende des Paritätischen Wohlfahrtsverbandes in Oberfranken und als Vorsitzende des Arbeiter-Samariter-Bundes im Landkreis Kronach engagiert. Sie ist evangelischen Glaubens, ist verwitwet und hat zwei Kinder.

## Politik
Christa Steiger trat im Jahr 1972 in die SPD ein und saß ab 1990 im Gemeinderat Marktrodach und im Kreistag von Kronach. Sie ist Mitglied des Unterbezirks- und Bezirksvorstandes der SPD. Sie übernahm in der Arbeitsgemeinschaft Sozialdemokratischer Frauen (ASF) das Amt als Vorsitzende  im Unterbezirk Coburg/Kronach. 1992 rückte sie in den Bayerischen Landtag nach. Sie war zunächst im Umweltausschuss tätig und war  stellvertretende Vorsitzende des Arbeitskreises Soziales, Familie und Arbeit. Sprecherin für Politik für Menschen mit Behinderung und Mitglied des Landtagspräsidiums. Sechs Jahre lang arbeitete sie ebenfalls im Petitionsausschuss. Bei der Landtagswahl in Bayern 2013 trat sie nicht mehr an.

## Auszeichnungen
- Am 4. Dezember 2007 empfing sie die Bayerische Verfassungsmedaille in Silber.
- Am 9. Juli 2009 empfing sie den Bayerischen Verdienstorden.
- 2012 Bayerische Verfassungsmedaille in Gold
- 2023 Bundesverdienstkreuz am Bande[1]